# Copa de la Lliga anglesa de futbol
La Copa de la Lliga anglesa (en anglès Football League Cup o comunament, League Cup) és una competició esportiva anglesa de futbol.
Es juga per eliminatòries a partit únic. Només hi prenen part els clubs de la FA Premier League (actualment 20) i de la Football League (72). La Football League és l'organitzadora del torneig. El vencedor obté una plaça per participar en la Lliga Europa Conferència de la UEFA. Des de l'any 1982 és coneguda pel nom del seu patrocinador. Aquests han estat:
- Milk Cup (1981–82 a 1985–86)
- Littlewoods Challenge Cup (1986–87 a 1989–90)
- Rumbelows Cup (1990–91 i 1991–92)
- Coca-Cola Cup (1992–93 a 1997–98)
- Worthington Cup (1998–99 a 2002–03)
- Carling Cup (2003–04 a 2011–12)
- Capital One Cup (2012–13 a 2015–16)
- EFL Cup (2016–17) (No tenia patrocinador)
- Carabao Cup (des de 2017–18)

## Historial
Font:
- 1961: Aston Villa
- 1962: Norwich City
- 1963: Birmingham City FC
- 1964: Leicester City
- 1965: Chelsea FC
- 1966: West Bromwich Albion
- 1967: Queens Park Rangers
- 1968: Leeds United
- 1969: Swindon Town
- 1970: Manchester City FC
- 1971: Tottenham Hotspur FC
- 1972: Stoke City
- 1973: Tottenham Hotspur FC
- 1974: Wolverhampton Wanderers
- 1975: Aston Villa
- 1976: Manchester City FC
- 1977: Aston Villa
- 1978: Nottingham Forest
- 1979: Nottingham Forest
- 1980: Wolverhampton Wanderers
- 1981: Liverpool FC
- 1982: Liverpool FC
- 1983: Liverpool FC
- 1984: Liverpool FC
- 1985: Norwich City
- 1986: Oxford United
- 1987: Arsenal FC
- 1988: Luton Town
- 1989: Nottingham Forest
- 1990: Nottingham Forest
- 1991: Sheffield Wednesday
- 1992: Manchester United FC
- 1993: Arsenal FC
- 1994: Aston Villa
- 1995: Liverpool FC
- 1996: Aston Villa
- 1997: Leicester City
- 1998: Chelsea FC
- 1999: Tottenham Hotspur FC
- 2000: Leicester City
- 2001: Liverpool FC
- 2002: Blackburn Rovers
- 2003: Liverpool FC
- 2004: Middlesbrough FC
- 2005: Chelsea FC
- 2006: Manchester United FC
- 2007: Chelsea FC
- 2008: Tottenham Hotspur FC
- 2009: Manchester United FC
- 2010: Manchester United FC
- 2011: Birmingham City FC
- 2012: Liverpool FC
- 2013:  Swansea City
- 2014: Manchester City FC
- 2015: Chelsea FC
- 2016: Manchester City FC
- 2017: Manchester United FC
- 2018: Manchester City FC
- 2019: Manchester City FC
- 2020: Manchester City FC
- 2021: Manchester City FC
- 2022: Liverpool FC
- 2023: Manchester United FC
- 2024: Liverpool FC
- 2025: Newcastle United FC

## Palmarès
| Club                       | Títols | Subtítols | Anys campió                                                | Anys subcampió                     |
| -------------------------- | ------ | --------- | ---------------------------------------------------------- | ---------------------------------- |
| Liverpool FC               | 10     | 5         | 1981, 1982, 1983, 1984, 1995, 2001, 2003, 2012, 2022, 2024 | 1978, 1987, 2005, 2016, 2025       |
| Manchester City FC         | 8      | 1         | 1970, 1976, 2014, 2016, 2018, 2019, 2020, 2021             | 1974                               |
| Manchester United FC       | 6      | 4         | 1992, 2006, 2009, 2010, 2017, 2023                         | 1983, 1991, 1994, 2003             |
| Chelsea FC                 | 5      | 5         | 1965, 1998, 2005, 2007, 2015                               | 1972, 2008, 2019, 2022, 2024       |
| Aston Villa FC             | 5      | 4         | 1961, 1975, 1977, 1994, 1996                               | 1963, 1971, 2010, 2020             |
| Tottenham Hotspur FC       | 4      | 5         | 1971, 1973, 1999, 2008                                     | 1982, 2002, 2009, 2015, 2021       |
| Nottingham Forest FC       | 4      | 2         | 1978, 1979, 1989, 1990                                     | 1980, 1992                         |
| Leicester City FC          | 3      | 2         | 1964, 1997, 2000                                           | 1965, 1999                         |
| Arsenal FC                 | 2      | 6         | 1987, 1993                                                 | 1968, 1969, 1988, 2007, 2011, 2018 |
| Norwich City FC            | 2      | 2         | 1962, 1985                                                 | 1973, 1975                         |
| Birmingham City FC         | 2      | 1         | 1963, 2011                                                 | 2001                               |
| Wolverhampton Wanderers FC | 2      | 0         | 1974, 1980                                                 | -                                  |
| West Bromwich Albion FC    | 1      | 2         | 1966                                                       | 1967, 1970                         |
| Middlesbrough FC           | 1      | 2         | 2004                                                       | 1997, 1998                         |
| Newcastle United FC        | 1      | 2         | 2025                                                       | 1976, 2023                         |
| Queens Park Rangers FC     | 1      | 1         | 1967                                                       | 1986                               |
| Leeds United FC            | 1      | 1         | 1968                                                       | 1996                               |
| Stoke City FC              | 1      | 1         | 1972                                                       | 1964                               |
| Luton Town FC              | 1      | 1         | 1988                                                       | 1989                               |
| Sheffield Wednesday FC     | 1      | 1         | 1991                                                       | 1993                               |
| Swindon Town FC            | 1      | 0         | 1969                                                       | -                                  |
| Oxford United FC           | 1      | 0         | 1986                                                       | -                                  |
| Blackburn Rovers FC        | 1      | 0         | 2002                                                       | -                                  |
| Swansea City AFC           | 1      | 0         | 2013                                                       | -                                  |
| West Ham United FC         | -      | 2         | -                                                          | 1966, 1981                         |
| Everton FC                 | -      | 2         | -                                                          | 1977, 1984                         |
| Southampton FC             | -      | 2         | -                                                          | 1979, 2017                         |
| Sunderland AFC             | -      | 2         | -                                                          | 1985, 2014                         |
| Bolton Wanderers FC        | -      | 2         | -                                                          | 1995, 2004                         |
| Rotherham United FC        | -      | 1         | -                                                          | 1961                               |
| Rochdale AFC               | -      | 1         | -                                                          | 1962                               |
| Oldham Athletic AFC        | -      | 1         | -                                                          | 1990                               |
| Tranmere Rovers FC         | -      | 1         | -                                                          | 2000                               |
| Wigan Athletic FC          | -      | 1         | -                                                          | 2006                               |
| Cardiff City FC            | -      | 1         | -                                                          | 2012                               |
| Bradford City AFC          | -      | 1         | -                                                          | 2013                               |